# Gaston Coindre
Pour les articles homonymes, voir Coindre (homonymie).
 (mars 2011).
Si vous disposez d'ouvrages ou d'articles de référence ou si vous connaissez des sites web de qualité traitant du thème abordé ici, merci de compléter l'article en donnant les références utiles à sa vérifiabilité et en les liant à la section « Notes et références ».

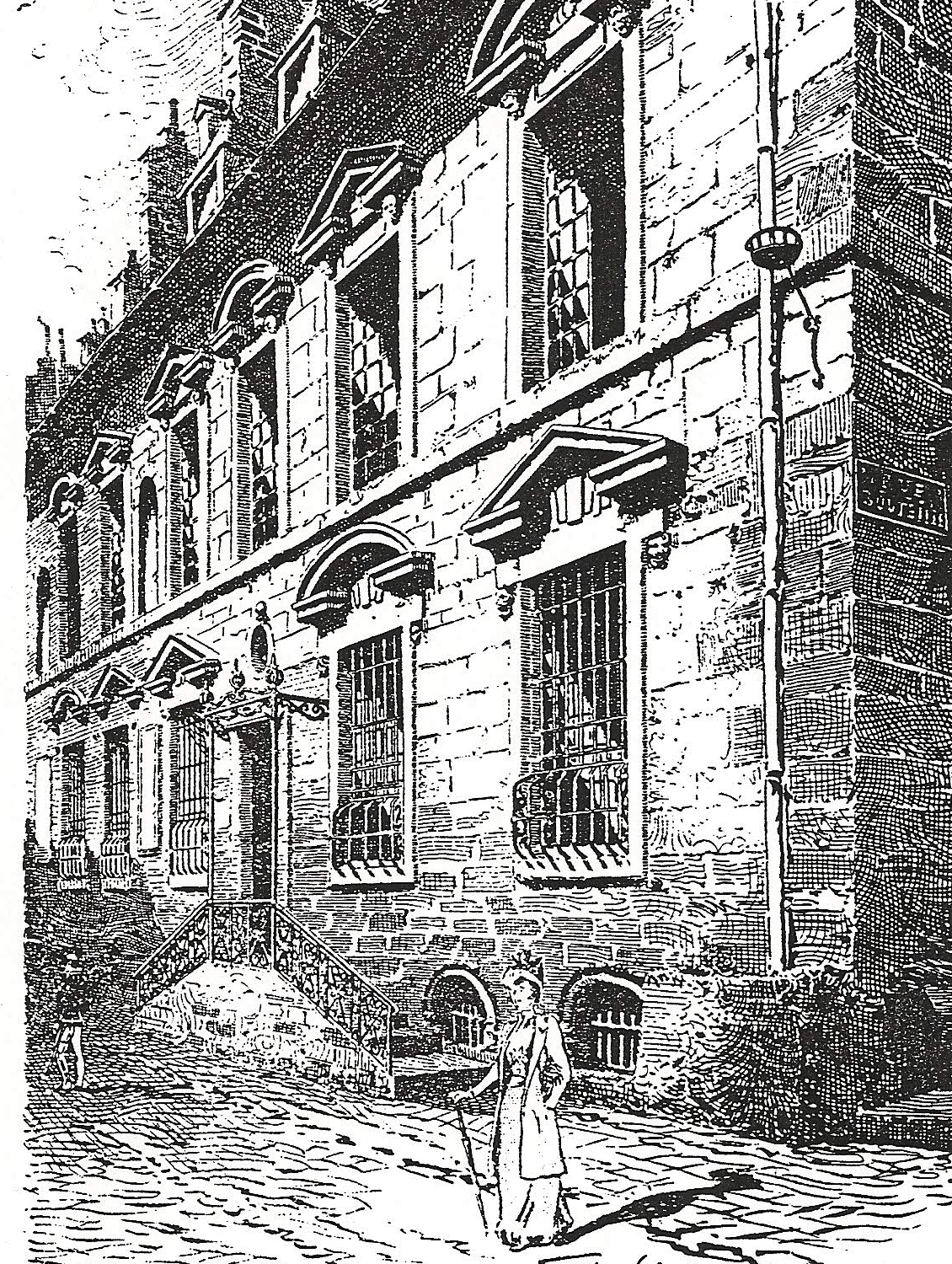
L'hôtel du Bouteiller à Besançon, gravure de Gaston Coindre.

Jean Gaston Coindre dit Gaston Coindre est un historien, peintre et graveur français, né à Besançon (Franche-Comté) le 28 mars 1844 et mort le 21 février 1914 dans la même ville.

## Biographie
Gaston Coindre est initié à la peinture, à Besançon, par Anna Maire (1828-1906). Il se rend à Paris pour suivre des études de droit et présente son travail de gravure au Salon de Paris en 1868. Ses premiers tirages sont réalisés chez Alfred Cadart. En 1862, il contacte le sculpteur franc-comtois  Jean Petit pour avoir une recommandation, pour consulter des documents au cabinet des estampes de la bibliothèque impériale à Paris . Il le recontacte en 1863, pour une recommandation similaire pour le Musée du Louvre .
Gaston Coindre fut conservateur du musée de Salins. Il est également l'auteur des ouvrages : Le Vieux Salins, promenades et causeries ; Mon vieux Paris (en collaboration avec Édouard Drumont) ; Poligny au XVIe siècle (d'après un croquis de Claude Luc) ; Panorama de Salins ; Les vieux quais de Besançon ; ou encore Les Sapins de Doubs.
Il aide les débuts du graveur Armand-Emile Mathey-Doret.
Il a également réalisé de nombreuses gravures, notamment pour illustrer ses livres. Henri Beraldi salue « l'intention chez cet artiste de saisir l'image des anciens quartiers bisontins promis à la pioche des démolisseurs » : en 1874, pour Alfred Cadart, il produit l'album Besançon qui s'en va, souvenirs pittoresques et archéologiques, une suite de vingt-et-une eaux fortes ; fidèle au marchand parisien, il collabore à L'Illustration nouvelle (1868-1881), livrant pas moins de dix-huit pièces, figurant, outre Besançon et ses environs paysagers, la Suisse frontalière.
En 1905, il est interviewé chez lui par la Dépêche républicaine .  Il est membre de la société organisatrice du Salon de blanc et noir. Il donne à la bibliothèque municipale de Besançon, l’œuvre de Claude Jules Grenier. Une rue de Besançon porte son nom.

## Mon vieux Besançon
Coindre est l'auteur de l'ouvrage Mon vieux Besançon, Paul Jacquin, 1900-1910, relatant l'histoire de la ville de Besançon sur un mode intime et pittoresque et accompagné de nombreuses gravures. Cet ouvrage sert encore régulièrement de base à de nombreux livres sur l'histoire bisontine. Les textes et illustrations sont publiés dans le journal bimensuel les Gaudes, dès 1900.

## Postérité
Jean Gaston Coindre finit ses jours au 83 rue des Granges, alors 7 rue du Capitole (mais lui l’appelait encore rue du Chateur) où il vit depuis 1911. Sans doute n'avait-il pas été en mesure de conserver la maison familiale du 12 Grande Rue, dont il n’était probablement pas le seul héritier ?
Les bisontins furent peu reconnaissant avec cet artiste. À sa mort, le 21 février 1914, aucune annonce dans Le Petit Comtois, encore moins de rétrospective nécrologique, juste deux lignes minimalistes dans la rubrique état-civil. C'est évidemment l'Eclair Comtois qui couvre les funérailles. 
Pourtant, "Mon vieux Besançon" est un véritable joyau. Très peu de villes disposent d’un document historiographique et iconographique d’une telle qualité.
Coindre professait le respect sans partage d’un catholicisme intransigeant. En revanche, à ce qu’il ressort de la lecture de "Mon vieux Besançon", le dessinateur attitré d’Edouard Drumont ne nourrissait pas d’animosité de principe contre les Juifs. Il apparaît donc d’autant plus curieux que Coindre ait confié audit Drumont, antisémite fanatique, le soin de rédiger une préface qui entache d’indignité l’œuvre de cœur à laquelle l’artiste venait de consacrer 15 ans de sa vie, préface qui, au surplus, n’a aucun rapport avec le sujet traité et qui fut abandonnée dans les éditions ultérieures. De son côté, c’est à peine si Coindre leur décoche çà et là quelque pique. Encore se limite-t-il à la communauté bisontine, affichant un profond respect pour sa foi ancestrale.

## Publications

### Comme auteur
- Claude-Basile Cariage, 1798-1875, P. Jacquin, 1899, 24 p.
- Mon vieux Besançon : histoire pittoresque et intime d'une ville, 1900 à 1914 (lire en ligne), p. 1464Ouvrage publié en six livret constituants les trois tomes, préface d’Édouard Drumont.
- Jules Machard, peintre d'histoire, 1839-1900, P. Jacquin, 1901, 17 p.
- Le vieux Salins : Promenades et causeries, P. Jacquin, 1904 (lire en ligne)

### Comme illustrateur
- Édouard Drumont, Mon vieux Paris, Éditions Flammarion, 1893 (lire en ligne)Gaston Coindre illustre la seconde édition. Une première fut publiée en 1878 chez G. Charpentier éditeur.
- Édouard Drumont, Vieux portraits, vieux cadres, Flamarion, 1902, 335 p. (lire en ligne)